# تیری اندیکومونایو
تیری اندیکومونایو (اسپانیایی: Thierry Ndikumwenayo‎; ۲۶ مارس ۱۹۹۷) دونده دو استقامت بوروندی‌تبار اهل اسپانیا است.